# Buffer (électronique)
Pour les articles homonymes, voir Buffer.
En électronique, un buffer, en français : amplificateur séparateur  ou tampon, est un circuit électronique destiné à isoler deux parties de circuit, de telle sorte qu'une modification des caractéristiques électriques de l'une n'affecte pas l'autre (CIE). Un tampon préserve la forme du signal. Il réalise l'adaptation d'impédance entre les circuits.
Le terme tampon s'emploie par analogie avec un tampon de wagon de chemin de fer, empêchant la transmission des chocs d'un wagon à un autre.
En électronique numérique et en informatique le buffer assure l'intégrité des données en conformant correctement le signal électrique, d'une part, et en les transmettant quand c'est nécessaire. On parle alors de mémoire tampon.

## Analogique

Amplificateur suiveur

On a besoin d'un amplificateur séparateur quand deux circuits ou plus traitent un signal provenant de la même source, pour éviter que des modifications de la charge de l'un se répercutent sur l'entrée de l'autre. On prévoit aussi un buffer quand la sortie d'un circuit peut alimenter plusieurs autres dispositifs, de caractéristiques variables ou inconnues, de façon à assurer l'intégrité du signal dans tous les cas.
En électronique analogique, un simple transistor monté en collecteur commun constitue un buffer. Mais un buffer est souvent un amplificateur opérationnel monté en suiveur. Il a un gain en tension unitaire et un gain en courant élevé. La tension de sortie est donc égale à la tension d'entrée. Quant à l'impédance : l'étage d'entrée, généralement une paire différentielle, dispose d'une impédance d'entrée très élevée et l'étage de sortie, généralement un push-pull, dispose d'une impédance de sortie très basse. Dans certains circuits des compensations internes permettent de limiter la bande passante à la partie utile.

## Logique

Buffer inverseur en technologie CMOS

En électronique numérique, le rôle d'un buffer est d'adapter un signal logique à une section suivante :
- conformer le niveau électrique aux plages correspondant aux valeurs logiques, pour passer d'un type de circuit à un autre, on utilise alors une bascule de Schmitt ;
- remettre électriquement en forme le signal, avec un temps de montée et un bruit réduits, de façon à limiter les erreurs logiques ;
- transmettre le signal à plus de composants grâce à son fan-out ;
- conserver des données que les deux parties de circuit ne traitent pas au même rythme, auquel cas le buffer est une mémoire tampon (buffer memory) (Fleutry 1991).

### Amplificateur tampon
Fonctionnellement, un buffer ne doit pas changer la valeur logique du signal. Il effectue une mise en forme électrique.
Si le signal est fourni par une porte logique dotée d'une faible charge et que cette dernière est importante sur l'étage suivant, le signal risque d'être fortement dégradé. Le buffer sert à compenser cela. Il permet aussi de commuter proprement lorsque le signal provient d'une porte logique dont la capacité de charge est faible alors que la capacité d'entrée de l'étage suivant est importante[réf. souhaitée].
En technologie CMOS, ceci peut être obtenu en diminuant la résistance de commutation :

{\displaystyle R_{\text{SW}}={\frac {\operatorname {d} \!\tau }{\operatorname {d} \!C_{\text{L}}}}}

où {\displaystyle C_{L}} est la capacité à charger et {\displaystyle \tau } la durée de commutation :

{\displaystyle \tau =R_{\text{SW}}\cdot \left(C_{\text{out}}+C_{\text{L}}\right)}

Technologiquement, la valeur de cette résistance est modifiée en changeant la largeur de la grille du PMOS ou du NMOS de façon à changer le rapport {\displaystyle W_{P}/W_{N}}.
Mais la manière la plus optimale consiste à mettre un ensemble d'inverseurs dont la taille croit au fur et à mesure. Leur nombre et leurs dimensions sont à déterminer.
Un buffer permet donc, à partir d'une sortie électriquement faible, d'attaquer des entrées électriquement fortes. Un buffer permet aussi de protéger le signal contre le bruit statique.

### Informatique
En informatique, la notion de mémoire tampon s'étend à des parties de mémoire vive que le programme affecte à cette fonction. Le mot buffer se rencontre dans ce sens dans beaucoup de langages de programmation.